# هاسمیک یرمیان
هاسمیک یرمیان (ارمنی: Հասմիկ Երեմյան؛ زادهٔ ۱۵ سپتامبر ۱۹۹۲) بازیکن فوتبال در پست مدافع اهل ارمنستان است.

## تیم ملی
وی همچنین در تیم ملی فوتبال زنان ارمنستان بازی کرده‌است. 